# 4759 Åretta
4759 Åretta este un asteroid din centura principală, descoperit pe 7 noiembrie 1978, de Eleanor Helin și Schelte Bus.